# Bajai járás
A Bajai járás Bács-Kiskun vármegyéhez tartozó járás Magyarországon, amely 2013-ban jött létre. Székhelye Baja. Területe 1008,80 km², népessége 66 600 fő, népsűrűsége pedig 66 fő/km² volt 2013 elején. 2013. július 15-én egy város (Baja) és 16 község tartozott hozzá. Területfejlesztési szempontból a települések a Bajai kistérséghez tartoznak.
A Bajai járás a járások 1983-as megszüntetése előtt is mindvégig létezett, az 1950-es megyerendezés előtt Bács-Bodrog vármegyéhez, azután pedig Bács-Kiskun megyéhez tartozott.

## Települései
A települések 2013. évi adatait az alábbi táblázat tartalmazza. (A népesség és a terület az év elejére, a többi adat 2013. július 15-ére vonatkozik.)
A járás 17 települési önkormányzata közül öt működtet önálló hivatalt, a többi 12 pedig hat közös önkormányzati hivatalhoz tartozik.
| Település       | Jogállás                        | Közös hivatal  | Kistérség | Népesség | Terület (km²) |
| --------------- | ------------------------------- | -------------- | --------- | -------- | ------------- |
| Baja            | járásszékhely megyei jogú város |                | Bajai     | 36 224   | 177,61        |
| Sükösd          | nagyközség                      |                | Bajai     | 3 727    | 94,18         |
| Vaskút          | nagyközség                      | Vaskút         | Bajai     | 3 371    | 71,49         |
| Bácsszentgyörgy | község                          | Gara           | Bajai     | 174      | 14,73         |
| Bátmonostor     | község                          | Vaskút         | Bajai     | 1 519    | 37,95         |
| Csátalja        | község                          | Nagybaracska   | Bajai     | 1 485    | 39,05         |
| Csávoly         | község                          | Felsőszentiván | Bajai     | 1 882    | 47,42         |
| Dávod           | község                          |                | Bajai     | 2 003    | 69,21         |
| Dunafalva       | község                          | Szeremle       | Bajai     | 905      | 57,89         |
| Érsekcsanád     | község                          |                | Bajai     | 2 830    | 58,29         |
| Érsekhalma      | község                          | Nemesnádudvar  | Bajai     | 599      | 27,56         |
| Felsőszentiván  | község                          | Felsőszentiván | Bajai     | 1 865    | 53,54         |
| Gara            | község                          | Gara           | Bajai     | 2 359    | 59,96         |
| Hercegszántó    | község                          |                | Bajai     | 2 085    | 68,55         |
| Nagybaracska    | község                          | Nagybaracska   | Bajai     | 2 281    | 37,95         |
| Nemesnádudvar   | község                          | Nemesnádudvar  | Bajai     | 1 874    | 58,78         |
| Szeremle        | község                          | Szeremle       | Bajai     | 1 417    | 34,64         |

## Története
A Bajai járás az 1950-es megyerendezésig Bács-Bodrog vármegyéhez, azután Bács-Kiskun megyéhez tartozott, területe a 20. század folyamán folyamatosan növekedett a szomszédos járásoktól (Kalocsai, Bácsalmási) átcsatolt községekkel.